# Bataille du cap Spartel (1936)
Pour les articles homonymes, voir Bataille du cap Spartel et Spartel.
Guerre d'Espagne
La bataille du cap Spartel (Espartel en espagnol) est un affrontement naval qui opposa le 29 septembre 1936 dans le détroit de Gibraltar deux navires de guerre nationalistes à deux autres du camp républicain.

## Contexte
Au début de la guerre civile espagnole, le 18 juillet 1936, la plus grande partie de la flotte de guerre resta dans le camp républicain. Cette flotte étant essentiellement concentrée en Méditerranée occidentale, avec Carthagène pour port d’attache, sa mission initiale consista à interdire le passage du détroit de Gibraltar aux troupes professionnelles (Légion espagnole et regulares) stationnées au  Maroc espagnol  qui s’étaient toutes ralliées à la rébellion.  Elle s’acquitta de cette mission avec une efficacité pour le moins douteuse, la faiblesse des effectifs transportés étant davantage due à la pénurie des moyens dont disposaient les nationalistes qu’à l’action de la flotte.
Le 19 septembre, surestimant les capacités de ses forces navales, ou sous-estimant celles de l’adversaire, le gouvernement donna l’ordre au gros de la flotte de Méditerranée de gagner la mer Cantabrique afin de porter secours aux forces républicaines qui venaient d’être défaites à Saint-Sébastien, à Irun et à Fontarrabie, et de briser le blocus qu’imposait les quelques navires mutinés à la côte Nord, privant d’approvisionnements les villes de Bilbao, Gijón et Saint-Sébastian. Il ne laissa en protection du détroit de Gibraltar que les destroyers Almirante Ferrandiz et Gravina.
La flotte de secours, composée du cuirassé Jaime I, des croiseurs Libertad et Cervantes, de sept destroyers (Almirante Valdés, Almirante Antequera, Almirante Miranda, Escaño, José Luis Díez, Lepanto y Lazaga) et de trois sous-marins fut aperçue le 21 septembre à 22h30 par la vigie de Ceuta alors qu’elle naviguait plein ouest et, le lendemain 22, par le croiseur allemand Nuremberg, alors qu’elle remontait plein Nord le long des côtes du Portugal. Elle ne put être localisée le 23 et le 24 septembre par les hydravions Cant Z 501 envoyées de Cadix ou de Marin (Pontevedra), mais, ce même jour, un autre hydravion envoyé depuis El Ferrol finit par la repérer vers 13h00 à 120 milles nautiques au Nord du cap Ortegal (Nord de la Corogne), faisant route plein Est.

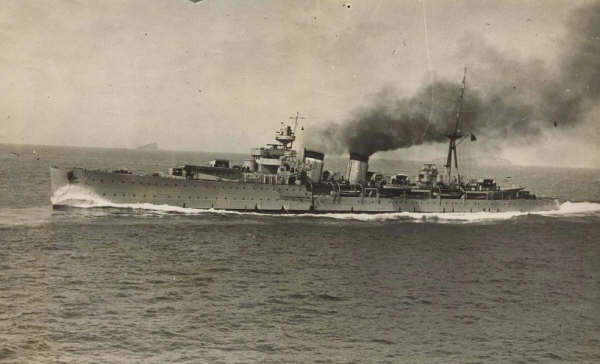
Le croiseur nationaliste Almirante Cervera (lors d'essais en 1927).

Dès le repérage du Jaime I, l’état-major nationaliste avait décidé de profiter du départ de la flotte républicaine de Méditerranée pour y envoyer les deux croiseurs Canarias et Almirante Cervera, qui stationnaient alors dans le port d’El Ferrol, afin de protéger un convoi entre Ceuta et Algésiras et même d’aller bombarder une usine de chlore près de Valence. 

L’état-major républicain n’avait pas négligé cette possibilité mais il avait estimé que ces deux navires n’étaient pas en mesure de combattre. En effet, le Canarias était un bâtiment tout neuf, n’ayant pas encore toute son artillerie opérationnelle, son équipage étant par ailleurs constitué de phalangistes sans expérience maritime et d’officiers peu familiarisés avec le navire ; l’Almirante Cervera quant à lui, qui revenait d’une campagne le long de la côte Cantabrique, avait d’importantes avaries sur ses chaudières et, de plus, son artillerie principale demandait à  être remise en état après avoir tiré plus de mille coups sur Gijon et les forts de la frontière. 
Compte tenu de leur état, les deux navires nationalistes ne purent appareiller que le 27 septembre et ils quittèrent la baie d’El Ferrol seulement dans la nuit, tous feux éteints, afin de ne de ne pas être repérés depuis les berges, les horaires des ouvriers de l’arsenal n’ayant par ailleurs pas été modifiés, ceci afin de ne pas attirer leur attention. Une fois en pleine mer, les deux navires mirent cap au Sud et le Canarias effectua alors quelques tirs de réglages de ses quatre tourelles de 203 mm, ces essais mettant d’ailleurs en évidence la faible dispersion des tirs. 
Les seules informations sur l’ennemi dont disposaient les nationalistes était la présence permanente d’un destroyer républicain au Nord du Cap Spartel  et d’un autre à l’Est de la pointe d’Almina (Ceuta) ; ils savaient aussi que deux ou trois sous-marins basés à Malaga alternaient une présence au large de la pointe de l’Europe (Gibraltar). À ce moment, et bien que le blocus des ports de Ceuta, Cadix et Huelva ait cessé depuis le passage dans l’Atlantique de la plus grande partie de la flotte républicaine, l’immobilisation des bateaux de transports dans ces ports était complète.

Comparaison des navires :
| Caractéristiques   | Canarias                                     | Almirante Ferrándiz                         | Almirante Cervera                           | Gravina                                     |
| ------------------ | -------------------------------------------- | ------------------------------------------- | ------------------------------------------- | ------------------------------------------- |
| Type               | Croiseur                                     | Destroyer                                   | Croiseur                                    | Destroyer                                   |
| Classe             | Canarias                                     | Churruca                                    | Almirante Ferrándiz                         | Churruca                                    |
| Mise en service    | Septembre 1936                               | 1929                                        | 1928                                        | 1936                                        |
| Déplacement (t)    | 10 000                                       | 1 536                                       | 9 240                                       | 1 650                                       |
| Longueur (m)       | 193,9                                        | 101                                         | 176,62                                      | 101                                         |
| Largeur (m)        | 19,52                                        | 9,6                                         | 16,61                                       | 9,6                                         |
| Tirant d'eau (m)   | 6,51                                         | 3,3                                         | 5,03                                        | 3,3                                         |
| Armement principal | 8 canons de 203 mm (4 tourelles)             | 5 canons de 120 mm L.45                     | 8 canons de 152/50 mm                       | 5 canons de 120 mm L.45                     |
| Armement           | 8 canons de 120 mm (2x4)                     | 1 canon A.A. de 76,2 mm                     | 4 canons A.A. de 101,6/45 mm                | 1 canon A.A. de 76,2 mm                     |
| Armement           |                                              | 4 mitrailleuses                             |                                             | 4 mitrailleuses                             |
| Armement           | 12 tubes lance torpilles de 533,4 mm (2 x 6) | 6 tubes lance torpilles de 533,4 mm (2 x 3) | 8 tubes lance torpilles de 533,4 mm (2 x 4) | 6 tubes lance torpilles de 533,4 mm (2 x 3) |
| Armement           |                                              | 2 lance charges de profondeur               |                                             | 2 lance charges de profondeur               |
| Puissance (cv)     | 90 000                                       | 42 000                                      | 80 000                                      | 42 000                                      |
| Vitesse (nœuds)    | 33                                           | 36                                          | 34                                          | 36                                          |
| Autonomie          | 8 000 milles à 15 nœuds                      | 4 500 milles à 14 nœuds                     | 4 950 milles à 15 nœuds                     | 4 500 milles à 14 nœuds                     |
| Equipage           | 800 hommes                                   | 160 hommes                                  | 566 hommes                                  | 160 hommes                                  |

## Le combat

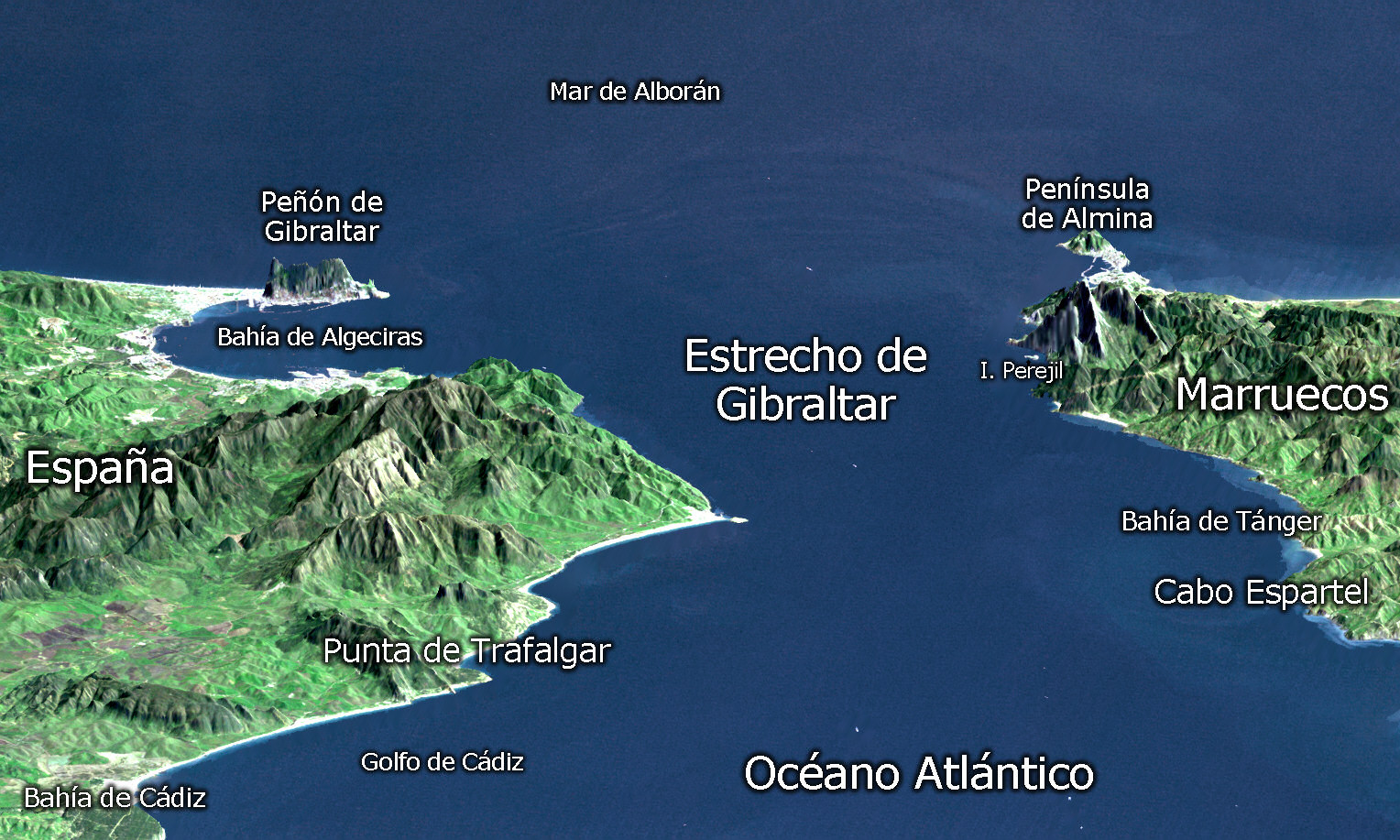
Site du combat naval.

À leur arrivée dans les parages du détroit de Gibraltar, le 28 septembre au soir, la présence des deux croiseurs nationalistes était totalement ignorée des républicains, ceux-ci n’ayant détecté ni leur départ d’El Ferrol, ni leur déplacement dans l’Atlantique, les deux navires s’étant imposé un silence radio total.
Dans la nuit du 28 au 29, le Canarias força l’allure afin de dépasser l’Almirante Cervera et  de pouvoir occuper aux premières lueurs du jour les positions qui leur avaient été fixées :  la verticale de la pointe d'Almina (Ceuta) pour le Canarias et la verticale du cap Spartel pour  l’Almirante Cervera. À 4h00 du matin, une heure avant d’entrer dans le détroit, le Canarias fit prendre les dispositions de combat et, vers 5h30, alors qu’il passait au large de Tanger (Cap Malabata), il aperçut sur son tribord la silhouette d’un destroyer, qui semble-t-il, ne vit pas le croiseur. Le commandant du Canarias utilisa alors pour la première fois la radio depuis El Ferrol pour informer l’Almirante Cervera de l’arrivée d’un destroyer républicain dans sa direction, lui-même poursuivant sa route vers Ceuta ; l’Almirante Cervera repéra à son tour le destroyer.
À 6h20, alors qu’il franchissait le méridien de Gibraltar (Pointe de l’Europe), le Canarias aperçut à nouveau à 30 000 m sur son tribord un destroyer qui se dirigeait vers l’Ouest ; il s’agissait de l’Almirante Ferrandiz qui, prévenu par radio, se portait au secours du  Gravina, l’autre destroyer républicain, attaqué par l’Almirante Cervera. L’Almirante Ferrandiz aperçut à son tour le bateau nationaliste et l’identifiât comme étant le croiseur lourd Canarias dont il ne se doutait pas de la présence dans les parages ; il fit alors rapidement demi-tour, vers 6h30, longeant les côtes espagnoles et augmentant sa vitesse afin d’échapper au Canarias moins rapide que lui.  
Le commandant du Canarias ordonna à son tour d’augmenter la vitesse et, presque aussitôt, à 6h40, d’ouvrir le feu, craignant que compte tenu de sa vitesse, l’Almirante Ferrandiz, qui était à 16 000 m devant, ne soit rapidement hors de portée ; il prit cette décision alors que le destroyer n’était toujours pas identifié et que certains de ses officiers pensaient qu’il pouvait s’agir d’un destroyer britannique.  
Les deux premières salves, tirées par les deux tourelles bi-tubes de la proue, furent trop courtes mais, l’Almirante Ferrandiz augmentant son avance, le commandant du Canarias   prit la décision de poursuivre le tir sans effectuer les réglages habituels en de tels circonstances. Tiré de la distance « quasi impossible » de 19 000 m, un coup de la troisième salve toucha l’Almirante Ferrandiz entre ses deux tourelles de proue, mettant le feu aux gargousseset tuant quasiment tous les servants ; le navire poursuivit alors sa route en zigzaguant et en essayant de se protéger derrière un écran de fumée. 
Le commandant du Canarias fit alors manœuvrer son navire afin que les deux tourelles de poupe puissent elles aussi intervenir. L’Almirante Ferrandiz fut de nouveau touché par deux coups alors qu’il se trouvait à 15 000 m puis par un autre coup, entre la cheminée et le pont, à 7h10 ; ce n’est qu’à ce moment que l’Almirante Ferrandiz fut identifié par les lettres AF peintes sur les superstructures. L’écart entre les deux navires n’étant plus alors que de 8 000 m, le destroyer reçut encore deux coups à 7h20, le dernier produisant une grande explosion à la proue du navire. Voyant que l’Almirante Ferrandiz était perdu, le Canarias cessa le tir et s’avança jusqu’à 200 m du croiseur où il stoppa afin de porter secours aux naufragés.
Dans ce combat, le Canarias tira 20 salves (80 coups) ;  l’Almirante Ferrandiz reçut six projectiles de 203 mm, sans avoir pu tirer lui-même un seul coup de canon. Comme il fuyait devant le Canarias, il ne put dans un premier temps faire usage de ses canons de proue et, quant à la fin du combat, sa position lui aurait permis de les utiliser, un impact de 203 mm les rendit inutilisables ; quant aux canons de proue, ils furent détruits dès la deuxième salve du Canarias.  Il semble que l’Almirante Ferrandiz ait voulu faire usage de ses tubes lance-torpilles de bâbord mais qu’il n’ait pas eu la possibilité de le faire.

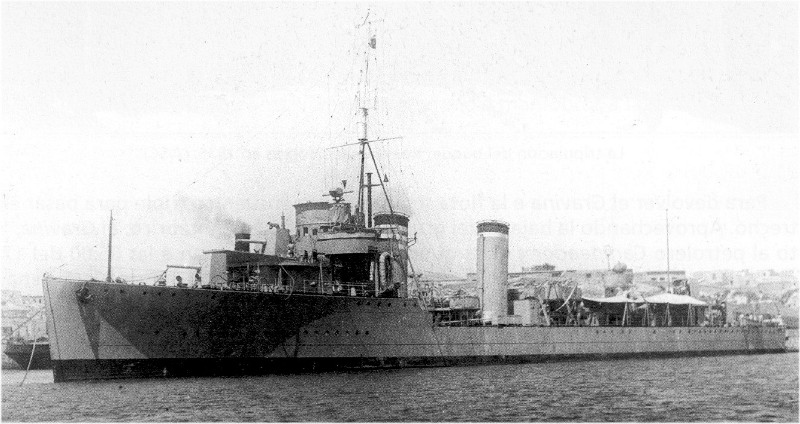
Le destroyer républicain Gravina.

Pendant ce temps, plus à l’ouest, l’autre croiseur nationaliste, l’Almirante Cervera, essayait de détruire le destroyer républicain Gravina. Il tira trois-cents coups avec son artillerie principale mais seuls deux d'entre eux réussirent à atteindre le Gravina qui, bien qu’endommagé, réussit à se réfugier dans le port de Casablanca.

## Le sauvetage des marins
Les survivants réussirent à lancer deux radeaux qui furent rapidement remplis de naufragés tandis que d’autres s’éloignaient du navire à la nage, les uns vers un navire français, les autres vers le Canarias
Le paquebot  français Koutoubia s’était en effet détourné pour venir au secours des naufragés à la suite du S.O.S. lancé par l’Almirante Ferrandiz. Il récupéra vingt-cinq hommes, dont le commandant, qui furent débarqués à Marseille d’où ils regagnèrent la zone républicaine. L’un des rescapés, Laurentino Salazar Labarga, le médecin du bord, qui était décédé en cours de route, fut enterré au cimetière Saint-Pierre de Marseille, son corps n’étant rapatrié en Espagne qu’après la guerre civile.  
Le Canarias quant à lui envoya un canot pour secourir les marins qui nageaient dans sa direction, croyant qu’il s’agissait d’un bateau républicain. Beaucoup étaient blessés ou brûlés par un incendie de bidons de fioul imprudemment placés sur le pont, près du canon anti-aérien. À 9h20, après avoir secouru vingt-neuf marins, le Canarias commença à s’éloigner après avoir aperçu le périscope d’un sous-marin. L’Almirante Ferrandiz s’enfonça peu après dans les eaux entouré d’un nuage de vapeur d’eau, à huit mille marins au Sud de la pointe de Calaburra, à l’Est de Marbella (Malaga). 160 marins, officiers mariniers et officiers disparurent avec le navire.
Certains des rescapés auraient été exécutés quelques mois plus tard.  Si l’information était exacte, il n’est pas impossible que ces exécutions aient été la conséquence du rôle joué par l’Almirante Ferrandiz pendant les trois premiers mois de la guerre. Ce navire de guerre aurait en effet servi à transporter à Malaga de nombreuses personnes détenues par le régime républicain dans les différentes villes de la côte andalouse, en particulier Motril,  en raison du danger majeur qu’elles faisaient courir à la République. La plupart furent emprisonnées puis exécutées dans la ville, trois d’entre elles étant même ramenées à Motril pour être fusillées sur la place publique le 16 octobre 1936.

## Conclusion
Si, en raison de l’inégalité des forces en présence (deux croiseurs contre deux destroyers), il était difficile d’espérer une victoire républicaine, il n’en demeure pas moins que la victoire des nationalistes témoigne d’une parfaite maîtrise de la tactique navale, ou d’une grande chance. Celle-ci aurait pu sourire d’ailleurs aux républicains, comme elle le fit en mars 1938 lors de la bataille du cap de Palos où des torpilles tirées par le Lepanto envoyèrent par le fond le croiseur nationaliste Baleares.
La victoire des nationalistes au cap Spartel eut pour conséquence directe la fin du blocus du détroit de Gibraltar par la flotte républicaine qui, à son retour en Méditerranée à la mi-octobre 1936, se consacra presque exclusivement à la protection des convois d’équipements militaires en provenance d’URSS. La crainte de perdre d’autres navires amena en effet l’état-major républicain à adopter une stratégie très peu offensive, en accord avec la théorie qui veut qu’une flotte bien conservée représente toujours une menace pour l’ennemi.